# Loki (Marvel Comics)
Loki (Loki Laufeyson) es un personaje ficticio que aparece en los cómics estadounidenses publicados por Marvel Comics. Creado por el escritor Stan Lee, el guionista Larry Lieber y el dibujante Jack Kirby, una versión del personaje apareció por primera vez en Venus #6 (agosto de 1949). La encarnación moderna de Loki apareció por primera vez en Journey into Mystery #85 (octubre de 1962). Él es el hermano adoptado y, a menudo, el hermano adoptivo de Thor, Hela, Balder, Angela, Tyr, Hermod, Laussa y Vidar. Loki ha sido representado como un supervillano y un antihéroe.
Loki ha aparecido en varias series regulares, limitadas y de realidad alternativa, incluyendo su propia serie de cuatro números Loki (2004). Fue el personaje principal de Journey into Mystery  (#622-645) y apareció en Jóvenes Vengadores en 2013. Tuvo series en solitario en 2014, Loki: Agent of Asgard, y en 2016, Vote Loki. También ha aparecido en otros productos de Marvel, incluyendo series de televisión, series animadas, ropa, juguetes, videojuegos y películas.
En 2009, Loki fue calificado por IGN como el octavo más grande villano de cómic de todos los tiempos y en 2019 fue calificado nuevamente por IGN, esta vez como el cuarto más grande villano de cómic de todos los tiempos. Tom Hiddleston interpreta a Loki en el Universo Cinematográfico de Marvel, apareciendo por primera vez en la película de acción en vivo Thor (2011), así como en The Avengers (2012), Thor: The Dark World (2013), Thor: Ragnarok (2017), Avengers: Infinity War (2018) y Avengers: Endgame (2019). Una versión animada de él aparece en Los Simpsons: El Bart, el bueno y el Loki (2021), con la voz de Hiddleston.
Hiddleston regresó para interpretar a Loki en la  serie de streaming de Disney+ Loki (2021-2023); Sophia Di Martino, Deobia Oparei, Richard E. Grant y Jack Veal interpretan variantes multiversales de Loki. Además, presta su voz al personaje en la serie animada What If...? (2021) y aparece en un cameo poscréditos en la película Ant-Man and the Wasp: Quantumania (2023).

## Trayectoria editorial
Loki apareció por primera vez en Venus #6 (agosto de 1949), donde era uno de los dioses que estaban exiliados en el Inframundo.
Pero su primera aparición en Marvel como supervillano fue en Journey into Mystery #85 (octubre de 1962), donde Loki fue reintroducido por Stan Lee y Larry Lieber, y rediseñado por Jack Kirby.
Como uno de los archienemigos de Thor, Loki ha aparecido con frecuencia en títulos relacionados con Thor como Journey into Mystery y Thor, así como en otros títulos de Marvel Universe como Los Vengadores y X-Men. Además de breves apariciones en la serie de cómics Spider-Man y Defenders. Fue el protagonista de dos miniseries Loki de cuatro temas en 2004 y 2010.

## Biografía
Hace muchos años, Bor, gobernante de Asgard, estaba luchando contra los Gigantes de hielo, siguió a un gigante herido hasta un poderoso hechicero que lo estaba esperando. El hechicero lo atrapó sin darse cuenta, convirtiendo a Bor en nieve. Al maldecir a su hijo, Odín, llevó a los Asgardianos a la batalla contra los Gigantes de Escarcha y mató a Laufey, quien era el rey, en combate personal. Odín encontró un pequeño niño del tamaño de un Asgardiano, escondido dentro de la fortaleza principal de los Gigantes de hielo. El niño era Loki y Laufey lo había mantenido oculto a su gente debido a su vergüenza por el tamaño pequeño de su hijo. Odín tomó al niño, por una combinación de lástima, para apaciguar a su padre, y porque él era el hijo de un digno adversario asesinado en un combate honorable, y lo crio como su hijo junto a su hijo biológico Thor, Loki es considerado el dios de la trampa y de las mentiras, sus habilidades son: teletransportación, telequinesis, cambio de forma, y la más poderosa, el poder de hipnotizar a la gente a su gusto para obligarlos a hacer cosas malas y macabras para lograr sus metas.
A lo largo de su infancia y en la adolescencia, Loki estaba resentido por las diferencias en las que él y Thor fueron tratados por los ciudadanos de Asgard. Los asgardianos valoraban la gran fuerza, tenacidad y valentía en la batalla por encima de todas las cosas, y Loki era claramente inferior a su hermano Thor en esas áreas. Lo que le faltaba en tamaño y fuerza, sin embargo, lo compensaba en poder y habilidad, particularmente como hechicero. A medida que Loki creció hasta la edad adulta, su talento natural para causar travesuras se haría manifiesto y le valió un apodo como el "Dios de las mentiras y las travesuras"; su mezquindad, con el tiempo, se convirtió en malicia, a medida que su hambre de poder y venganza se hizo más fuerte. Varias veces intentó usar trucos para deshacerse de Thor, como decirle que guarde un agujero en la pared que había hecho. Con el tiempo, su reputación pasó de ser un tramposo juguetón y travieso al "Dios del Mal". A lo largo de los siglos, Loki intentó en muchas ocasiones tomar el reinado de Asgard y destruir a Thor. Incluso ayudó al gigante Tormenta Ghan a escapar de Thor planeando obtener una deuda de él más tarde, y ayudó a otros enemigos de Asgard, planeando tomar el trono. Odín, que se había cansado de las travesuras de Loki, lo aprisionó mágicamente dentro de un árbol hasta que alguien derramase una lágrima por él. Loki finalmente se liberó haciendo que una hoja golpeara a Heimdall, el guardián del Bifrost, en el ojo, lo que le hizo derramar una lágrima. Loki compiló un extenso historial criminal en Asgard, y con frecuencia fue exiliado. Conoció al hechicero Eldred, quien le enseñó magia negra. Le pagó a Eldred y luego se lo entregó al demonio Fuego Surtur.

### Batallas con los héroes de la Tierra
Los esquemas de Loki finalmente incluyeron a la Tierra misma, y él a menudo peleaba con los héroes sobrehumanos de la Tierra para tomar su planeta, y a menudo Asgard. Primero luchó contra Thor en la Tierra en los tiempos modernos después de escapar del árbol; Loki manipula entonces a Hulk en sembrando el caos usando una ilusión de dinamita en las vías del tren, mientras que en forma astral en un intento por atraer a Thor a la Tierra, que inadvertidamente condujo a la formación de los Vengadores como varios otros héroes llegó a conocer a Hulk.
Thor fue uno de los miembros fundadores de este equipo sobrehumano, y a menudo los guio en la batalla contra su hermano. Varias veces Loki, aunque no combatió directamente a Thor, amenazó a Thor con batallar, como aumentar los poderes mentales de un adivino de carnaval, Sandu, haciéndolo lo suficientemente poderoso como para levantar edificios con su mente, y liberando a un hombre llamado Lava. Molto por accidente cuando causó la explosión de un volcán muerto hace mucho tiempo. Cuando Loki convenció a Odín de castigar a Thor, Odín se llevó la mitad del poder de Thor, después de lo cual Loki le devolvió el recuerdo del villano del siglo 23, Zarrko. Zarrko derrotó a Thor y lo llevó de vuelta para ayudar a conquistar su período de tiempo, aunque el Dios del Trueno finalmente pudo capturar al villano. Loki incluso liberó a Mr. Hyde y Cobra pagando su fianza, luego duplicó sus poderes. Loki les dijo que secuestraran a Jane Foster, que sabía que llamaría la atención de Thor, pero que nuevamente fueron derrotados. Loki finalmente fue tras la propia Jane Foster, enviándola a otra dimensión. Sin embargo, el Doctor Strange pudo protegerla, y Thor obligó a Loki a regresarla.
Entre los secuaces más conocidos de Loki estaba el criminal humano Carl "The Crusher" Creel, a quien Loki transformó en el criminal sobrehumano conocido como el Hombre Absorbente. Creel demostraría ser un adversario formidable para Thor a lo largo de los años. Loki fue tan lejos como para intentar convertir a Odín contra Thor y robar el martillo encantado de Thor, Mjolnir, en un intento por liberarse, pero todos sus esfuerzos fracasaron. Cuando convenció a Odín de ir a la Tierra y dejarlo a cargo de Asgard con parte de la Odinforce, liberó Skagg, el gigante de las tormentas más grande, y Surtur, el enorme Demonio del Fuego, para tratar de destruir a Odín. Sin embargo, Thor y Balder ayudaron a derrotar a los monstruos, y Loki fue enviado a servir a los Trolls. Loki fue responsable de que el Destructor fuera despertado, guiando a un Cazador al Templo donde la armadura del Destructor residía usando sus habilidades mentales mientras Thor estaba cerca, causando que el alma del Cazador animara la armadura, pero Thor forzó al Cazador a regresar a su cuerpo, luego enterró la armadura bajo miles de toneladas de roca. El Hombre Absorbente fue traído a la Tierra por Loki, y luchó contra Thor, pero Loki rápidamente lo llevó a Asgard cuando Thor estaba a punto de derrotarlo. El Hombre Absorbente derrotó a los Asgardianos sin demasiados problemas y absorbió los ataques de Odín. Sin embargo, Loki y su aliado fueron exiliados al espacio debido a un truco de Odín. Envió su forma astral a la Tierra y se hizo cargo de la armadura del Destructor, intentando apoderarse de Asgard, pero Odín envió a Balder a descubrir la ubicación de Loki, y luego usó sus poderes para enviar a Loki fuera de la armadura del Destructor.

### Asumiendo Asgard
El destino de Loki para ser la causa de Ragnarok fue contado más tarde. Loki regresó de su exilio en el espacio, pero luego fue despojado de sus poderes y exiliado a la Tierra por Odín. Loki conspiró para obtener nuevos poderes de Karnilla; sin embargo, esto creó accidentalmente al Destructor, quien ganó poderes Asgardianos cuando fue confundido con Loki después de noquearlo y ponerse el casco justo antes de que Karnilla apareciera en respuesta al ritual de Loki. Estuvo a punto de matar a Thor al derrumbar un edificio sobre él, ya que Odín había despojado a Thor de todos sus poderes excepto su fuerza. Loki luego fomentó una batalla entre Thor y el Destructor animado por Sif. Loki luego tomó el mando de Asgard durante el Sueño de Odín, usando su derecho como el 'hijo' de Odín antes de que Thor pudiera reclamarlo, pero huyó cuando Asgard fue invadido por Mangog al darse cuenta de que este nuevo enemigo era demasiado poderoso.
Más tarde, Loki usurpó el trono de Asgard tomando el anillo de Odín, pero huyó de nuevo cuando Asgard fue invadido por Surtur. Posteriormente, intentó destruir a Thor intercambiando cuerpos con él, dejándolo con la fuerza bruta de Thor contra el uso inexperto de Thor de su magia, pero Thor pudo recuperar su verdadera apariencia engañando a Loki para que arrojara a Mjolnir y se quedara atascado. en un acantilado, haciendo que el cuerpo de Thor regrese a la forma de Donald Blake y permitiendo que Thor recupere el control de su verdadera forma. Mucho más tarde, Loki usurpó el trono de Asgard nuevamente, y estableció el Destructor contra Thor una vez más. Poco después de eso, Loki causó la muerte temporal de Balder usando el muérdago, ya que había conspirado con Hela para causar Ragnarok si su último plan falló. En este momento, la esposa de Loki, Sigyn, regresó a Asgard. Cuando Loki fue encadenado y una víbora goteó veneno en su rostro como castigo por matar a Balder, Sigyn intentó ayudarlo. Loki intentó provocar a Ragnarok, pero fue frustrado por Odín. Junto con Tyr y sus fuerzas, Loki robó las manzanas de oro de Idunna e invadió Asgard con la ayuda de la Serpiente de Midgard, pero luego cambió de bando y ayudó a las fuerzas de Odín a derrotar a Tyr.
A pesar del odio de Loki hacia su padre adoptivo y su padre, Loki ayudó a defender a Asgard de la destrucción de Surtur y sus demonios de fuego. Esto fue porque el objetivo de Surtur era destruir a Asgard, mientras que Loki solo buscaba gobernarlo. Junto a Odin y Thor, Loki luchó contra Surtur, y fue testigo de la aparente desaparición de Odín. No mucho después de eso, Loki transformó a Thor en una rana por un tiempo, usando la Espada Crepuscular. Thor fue rechazado cuando Volstagg destruyó una de las máquinas que Loki había usado para transformar a Thor. Luego involucró a los X-Men y Alpha Flight en una trama para ganar el favor de "Aquellos que se sientan encima de la sombra" al tratar de demostrar que podía hacer una buena acción ofreciendo los deseos de los dos equipos - como dar a Puck un cuerpo normal mientras se le otorga a Rogue la habilidad de volver a tocar, pero falló la prueba porque trató de forzar los regalos a los héroes después de que los rechazaron, los dos equipos aprendieron que estos poderes aumentados y los poderes adicionales que Loki otorgaría para el mundo, privaría a aquellos que recibieron los dones de la capacidad de imaginar y crear cosas nuevas, esencialmente destruyendo lo que significaba ser humano.

### Actos de venganza
Disfrazado, Loki manipuló a un grupo de villanos maestros para que diseñaran los "Actos de venganza". Con estos motores principales, puso en marcha un complot contra los Vengadores y otros héroes. Envió al Juggernaut contra Thor, y lanzó un hechizo que causó episodios temporales de debilidad en Thor. Luchó contra las fuerzas combinadas de la Costa Oeste y los Vengadores de la Costa Este. Su identidad finalmente fue revelada, y fue derrotado por los Vengadores. Loki realmente moriría a manos de Thor, aunque, la manipulación de la corriente del tiempo lo traería más tarde.

### Lady Loki
Morwen, un poderoso agente del caos, fue liberado y tomó a Tessa Black, una hija de Loki, como anfitriona. Con el Doctor Strange no disponible, Loki y Spider-Man trabajan juntos para liberarla. Loki proclama que debe una deuda pendiente con su aliado temporal.
Poco después, Loki fue profetizado para llevar a los enemigos de Asgard a destruir el "Reino Eterno" en un conflicto final conocido como Ragnarök, parte del ciclo asgardiano continuo del nacimiento, la vida y la muerte presidido por seres conocidos como "Aquellos que Siéntate en la sombra", quien se alimentó de las energías gastadas durante estos ciclos. En la confrontación final entre los hermanos antes de esa batalla, Thor colgó la cabeza de Loki de su cinturón para que pudiera ver los momentos finales de la batalla.
Después de Ragnarök, Loki regresó en un cuerpo femenino trabajando con el Doctor Doom para que Thor inconscientemente resucitara a sus enemigos asgardianos, y manipulara a Balder para convertirlo en el nuevo sucesor del trono de Asgard. En realidad, Loki conservó su forma masculina después de Ragnarok, pero se escondió dentro de la amante renacida de Thor, Sif. Durante este período, Hela y Loki usaron la magia para enviar a Loki al pasado para causar los eventos que llevaron a su yo más joven a ser adoptado por Odin como un medio para eliminar a Bor, el abuelo de Thor.
Durante la Invasión Secreta, Loki incitó a los Asgardianos a creer que Beta Ray Bill era un Skrull, pero Thor demostró que Loki estaba mintiendo. Después de que los Skrulls fueron derrotados, se unió a la Camarilla, compuesta por ella misma, Norman Osborn, Emma Frost, Doctor Doom, Namor y Capucha, para que Osborn pudiera lanzar su nuevo orden mundial, prometiendo a Loki, Asgard de nuevo los cielos donde pertenecía. Loki y Sif son restaurados pronto a sus respectivos cuerpos y siguiendo el poder de Capucha, Loki le ofrece una segunda oportunidad.

#### Poderosos Vengadores
La Bruja Escarlata apareció en su forma astral reclutando a un equipo de Vengadores para enfrentarse al dios anciano Chthon. Pronto se reveló que Wanda era Loki disfrazado. Los Vengadores, ignorantes del truco de Loki, siguieron las instrucciones falsas de "Wanda". Su objetivo era desequilibrar a Norman Osborn, como se demostró durante la segunda reunión de la Camarilla. Después de que Thor fue desterrado debido a su engaño, Loki intentó poner "grietas en la armadura de Osborn" y gradualmente "ensanchar" estas grietas a través de los Poderosos Vengadores. Pietro Maximoff, deseoso de ver y conversar con su hermana, se unió a los Poderosos Vengadores. Él corrió alrededor del mundo buscándola, Billy y Tommy acababan de hacerlo y tampoco habían podido encontrarla.
Sin embargo, Loki había planeado la muerte de Pietro y Cassandra Lang, temiendo que pudieran ser cuñas en sus planes. Ella cortó las comunicaciones de la primera e intentó convencer a Hank Pym para que expulsara a Cassie después de hechizarla para evitar que dijera algo malo sobre su disfraz. Este último, sin embargo, invitó a sus compañeros Jóvenes Vengadores a la Mansión Infinita de los Vengadores (una extensión del Pym Pocket), para demostrar que la Bruja Escarlata era malvada. Cuando Wiccan lanzó un hechizo para traerles a Bruja Escarlata, Loki apareció como Bruja Escarlata y declaró que Cassandra Lang selló su destino. En ese momento, Ronin apareció y tendió una emboscada a la "Bruja Escarlata". Él determinó que ella no era Wanda besándola y diciendo que la verdadera Bruja Escarlata habría usado su poder para revivir al padre de Cassandra. Wiccan luego cantó un hechizo para revelar su verdadera forma. Temeroso de la exposición, Loki se vio obligado a dejar de jurar todas sus muertes. Los logros continuados de los Poderosos Vengadores forzaron a Osborn al punto de ruptura. Loki decidió jugar la carta final que rompería a Osborn al desatar al Hombre Absorbente, que había absorbido el poder del Cubo Cósmico. En Los Vengadores Oscuros, Loki estaba en la oficina de Norman Osborn y lo manipuló para que se convirtiera nuevamente en el Duende Verde, como comienza el Asedio.

### Asedio
Loki estuvo presente en la Camarilla cuando Norman Osborn negó llevar a Namor al Doctor Doom. Cuando el Doombot haciéndose pasar por Doctor Doom desató robots parecidos a insectos, Loki le aconsejó a Hood que tomara vuelo. Luego de la charla de Osborn con el presidente, Loki aconsejó recrear un incidente similar al incidente de Stamford que provocaría la invasión de Asgard.
Luego reveló una trama a Osborn que aprovecharía la presencia de Volstagg en Chicago. Dado que Volstagg había ido a aventuras como Thor, los U-Foes podrían atacarlo y destruir un Soldier Field lleno durante un juego de fútbol americano matando a miles mientras él y Osborn miran en forma astral. Loki luego advirtió a Balder sobre el inminente ataque de Osborn a Asgard y afirmó que trató de convencer a Osborn de no atacar. Mató a un asgardiano que profetizó el ataque y envía la cámara de Heimdall debajo de Asgard así que no pudo advertir a los asgardianos a tiempo. Loki, cuando Osborn lo llamó por su ayuda, envió a Capucha y su sindicato como refuerzos para ayudar a las fuerzas de Osborn contra los Vengadores. Loki luego se apareció a Balder, diciéndole que simplemente habría perdonado a Thor en lugar de desterrarlo si no hubiera querido el trono de Asgard para sí mismo. Balder luego desterró a Loki de Asgard.
Algún tiempo después de que él se disfrazó mágicamente como el Duende Verde de Osborn para asediar a Asgard, Loki se encontró con el Demonio (Las Valquirias de Bor) después de que los atrajera usando varias almas de dioses errantes que encarceló como cebo, revelando que deseaba obtener su servicio como esclavos. Los 13 Disir se unen y lo atacan como si fuera uno solo, pero Loki logró derrotarlos usando habilidades extraordinarias de esgrima, lo que los obligó a someterse a él y declararlo vencedor. Loki se encuentra con Hela y le pregunta qué le dará a cambio de una nueva Hel, a lo que ella responde "Cualquier cosa". Se encuentra con Mephisto, demostrando el poder del Disir y accediendo a prestarle el Disir por ciento y un días a cambio de que el señor de los demonios le otorgue una porción de su inframundo a Hela por mil y un años, como su nuevo "Hel", que Mephisto acepta. A cambio de esto, Hela borró a Loki de los Libros de Hel, por lo tanto, ya no estaba vinculado a Hel o Asgard, obteniendo la libertad absoluta. Mephisto le preguntó a Loki por qué había recurrido a tales planes, a lo que Loki respondió que era más divertido de esta manera.
Cuando las fuerzas combinadas de los Nuevos Vengadores, Jóvenes Vengadores y los Vengadores Secretos derrotaron a los Vengadores Oscuros, Thor exigió saber dónde estaba Loki. Norman Osborn solo pudo decirle que estaba muerto, al igual que el resto de ellos cuando apareció la verdadera forma del Vacío. Cuando la criatura desgarró a los tres equipos, Loki comenzó a arrepentirse, al darse cuenta de que lo que le había sucedido a Asgard no era lo que quería. Le suplicó a su padre, Odín, que le devolviera las Piedras Norn, que fueron quitados de la Capucha y entregados al embaucador. Usó su poder para empoderar a los tres equipos y darles los poderes de la pandilla de Capucha y luchar contra el Vacío. Sin embargo, el Vacío sintió la mano de Loki en esto y lo atacó, las piedras no lo afectaron directamente. Cuando Loki fue destrozado por los zarcillos del Vacío frente a un sorprendido Thor, sus últimas palabras fueron disculparse con su hermano. Thor resolvió vengar a su hermano caído y destruyó el Vacío y Sentry con un rayo. Él llevó los restos del Sentry al espacio exterior y los liberó al sol.

### Reencarnación
Thor, extrañando a su hermano, buscó a Loki que había vuelto a la vida en la forma de un niño; como sus planes tenían su nombre eliminado del Libro de Hel, lo que le permite engañar a la muerte de forma permanente. Ahora situado en París, Francia, Loki era un estafador callejero que va por el nombre de Serrure (la palabra francesa para bloqueo), que fingieron simples trucos de cartas frente a una audiencia mientras un cómplice los robaba. Thor, disfrazado de civil, dio caza, lo que resultó en la restauración de la memoria de Loki, pero no de su vida pasada, con la excepción de una conciencia culpable por cosas que no puede recordar. Sin nada que perder, Loki siguió a Thor, quien le devolvió parte de su identidad (aunque se mantiene en forma de niño), y le preguntó cuándo Thor era tan viejo, a lo que Thor sonrió. Thor llevó a Loki a los restos de Asgard donde se hicieron planes para ayudar a los refugiados del Árbol del Mundo. Con la resurrección de Odín, Loki se asustó y huyó con Thor que arremetió contra Odín por asustarlo. Corriendo hacia Iron Man, Loki fue salvado por Thor quien defendió sus propias razones para traer de vuelta al embaucador.

#### Viaje al Misterio
Con la población asgardiana, aparte de Thor, todavía desconfiando de Loki, Loki le reveló a su hermano que estaba intentando aprender más sobre la Tierra y los humanos, a lo que Thor lo aprueba. Cuando una urraca explotó en su cuartel con una llave, condujo a una cadena de eventos donde al final, Loki fue contactado por un eco de su anterior encarnación, quien reveló que eligió sacrificarse luchando contra el Vacío como parte de un plan mayor lo que implicaría su muerte y regreso. El niño Loki se rehusó a seguir este camino, queriendo ser su propia persona, y transformó el espíritu de su yo anterior en una urraca llamada Ikol. Al regresar a la Tierra, fue testigo de cómo Odín golpeaba a Thor.
Odín preparó a todos en Asgard para una batalla desconocida y encarceló a Thor por intentar proteger a Midgard de ser rastreado. Loki, que no estaba de acuerdo con las acciones de Odín, fue puesto a trabajar por Volstagg en la limpieza de los establos de las cabras de Thor para mantenerlo alejado de problemas y peligros. Utilizando la lana de una de las cabras, Loki descendió a las raíces del Árbol del Mundo por consejo de Ikol para hacer preguntas de las mujeres nornish que viven allí. Después de recibir sus respuestas, Loki lloró, pero decidió recurrir a Thor en busca de su opinión antes de tomar su decisión final. Irrumpiendo en la prisión por sigilo, Loki le preguntó a su hermano qué haría si tuviera que dejar que algo malo sucediera para evitar que algo peor sucediera y qué pasaría si le costaba todo. Con la respuesta de Thor, Loki decidió liberar a uno de los lobos Hel encarcelados y atarlo a él en servidumbre usando la brida de las cabras de Thor. Reveló que necesitaba ayuda de un "personaje" más antes de dirigirse al reino de Hela.
Habiendo recuperado el martillo de Thor después de que fue asesinado y borrado de la memoria después de la guerra contra la Serpiente, Loki pudo trabajar con Silver Surfer para restaurar el martillo a su estado natural y enviarlo a Thor en la otra vida, restaurando su memoria y permitiendo él para luchar en su camino de regreso al reino de los vivos. Después del regreso de Thor, Ikol luego revelaría que las circunstancias habían sido manipuladas para obligar al joven Loki a permitir que su personalidad anterior lo subsumiera y viviera de nuevo, su anterior lista borrada por las "nuevas" acciones de Loki. Durante sus aventuras, el joven Loki había ayudado inadvertidamente a crear y estaba atado a un poderoso artefacto que estaba a punto de ser utilizado por Mephisto para conquistar todos los Infiernos y finalmente todo. Sin embargo, si el nuevo Loki dejaba de existir, el artefacto perdería todo el poder. Al ver que no había otra opción, Loki permitió que Ikol volviera a ser Loki, dejando de serlo, pero advirtió de antemano que la personalidad Ikol era incapaz de un cambio verdadero y creía que esta persona mayor finalmente sería detenida por aquellos que siempre lo detuvieron antes, su hermano incluido.

#### Jóvenes Vengadores
Kid Loki se unió a Jóvenes Vengadores en el relanzamiento de la serie 2013 como parte de Marvel NOW!. Cuando Wiccan y Hulkling son capturados por un parásito interdimensional conocido como Madre, Loki acude en su ayuda y los rescata de la prisión en la que estaban recluidos. Admiten que necesitan ayuda para vencer a la criatura, pero desconfían de ella. confiando en Loki, sabiendo quién es él. Van a Asgard, y se encuentran con el padre de Loki. Con la ayuda de la Sra. América, el equipo huye a Nueva York, pero una vez más se encuentran con el parásito y son capturados. Ellos son salvados por Kate Bishop y Noh-Var, pero luego son atacados por ciudadanos de Nueva York, que caen bajo el control de Madre mientras el equipo pasa volando en la nave de Noh-Var. El equipo huye a Central Park para minimizar el número de civiles en el área. Una vez allí, Loki le dice al grupo que su única opción para salvarse es matar a Wiccan o permitir que Loki tome prestados los poderes de Wiccan durante diez minutos para que pueda salvarlos. Al ver que no hay otra opción, Wiccan acepta, y Loki inmediatamente se teletransporta, aparentemente abandonando al grupo para enfrentar a la multitud de neoyorquinos controlados mentalmente por su cuenta.
Mientras que él tenía la intención de dejarlos morir, Loki tiene una conversación interna con el niño que él mató al final de Journey into Mystery, y está convencido de regresar al equipo. Una vez allí, él derrota a la criatura, pero el equipo se ve obligado a abandonar Nueva York, ya que el hechizo de Wiccan aún está intacto. Mientras el resto del equipo está ocupado, Loki se encuentra con su madre, revelándole que había planeado todo lo que había pasado con el parásito, trabajando para obtener acceso al inmenso poder de Wiccan para que pueda recuperar las habilidades que perdió. cuando él fue reencarnado.
El equipo queda en una situación en la que ni Wiccan ni Loki son lo suficientemente poderosos como para pelear contra mi madre. Para aumentar el poder de Loki, Wiccan envejece el cuerpo de Loki a la de un adolescente, aumentando sus poderes. Ahora capaz de enfrentarse a Madre, así como a Leah, quien había reclutado a los exes de los otros miembros de los Jóvenes Vengadores, el grupo va a la dimensión de Madre para detener las cosas de una vez por todas. En su enfrentamiento con Leah, ella se burla de él por destruir a su yo más joven. Al darse cuenta de que ella no es más que una ilusión creada por su propia conciencia culpable, Loki confiesa su parte en la liberación de la madre, así como para matar a su yo más joven. Ahora, saciados, los ex y Leah se desvanecen, permitiendo que los Jóvenes Vengadores derroten a la Madre. Cuando Wiccan se da vuelta para presentar a su compañero de equipo a sus padres, descubre que Loki está desaparecido, después de haber huido de la escena atormentado por la culpa de sus acciones. Más tarde, cuando el equipo lanza una fiesta de Año Nuevo, Prodigy ve a Loki mirándolos y se enfrenta a él, solo para descubrir que Loki suministró el dinero detrás de la fiesta. Loki admite que si regresara, el equipo probablemente lo perdonaría, y por lo tanto no se mostraría, sintiéndose indigno de su perdón. Después de hacer un pase brevemente en Prodigy, Loki parece teletransportarse. Cuando la fiesta termina y el equipo se va, Loki mira con cariño una foto suya con el equipo.

#### Agente de Asgard
En una misión para la Madre de Todos, Loki viajó desde el espacio hasta Midgard para recoger cinco llaves que Odín una vez forjó para él, si fuera digno. Usando su hechicería y su ingenio, Loki usó las llaves para reclamar a Gram, la espada de Sigurd, como propia. También se hace amigo de un ser humano, Verity Wills, con el poder de saber siempre si le están mintiendo. Ella y Loki desarrollan una gran amistad, y a través de él desarrolla amistades con Sigurd y Lorelei, mientras Loki continúa ejecutando misiones para la Madre Completa. Más tarde descubre que está siendo manipulado por el rey Loki, su futuro malvado y depravado, que es muy parecido al antiguo Loki antes de su muerte y resurrección. Mientras que Loki teme convertirse en el rey Loki, también sabe que su ser futuro está decidido a hacerlo realidad.
Durante la historia de AXIS, Loki aparece como miembro del grupo de supervillanos no identificados de Magneto durante la lucha contra el formulario Red Onslaught de Red Skull. Un hechizo de Bruja Escarlata y Doctor Doom inadvertidamente causa una ola que invierte las moralejas de todos los héroes y villanos presentes. Con su moralidad básica invertida, Loki se involucra sentimentalmente con Amora la Encantadora, aunque pronto descubre que su moral invertida no es tan directa como para los otros villanos. Mientras que antes de Loki era tortuoso, pero agradable, Verity ve rápidamente en el nuevo Loki es piadoso, pedante, y mientras 'bueno', desleal a una falla traiciona Lorelei y Sigurd al producto devuelto al Padre de Todos, Odín, sabiendo muy bien que Odín castigará su pequeño crimen con un castigo abominable y atroz. Más tarde, en la batalla final de AXIS, Loki lucha su hermano - cuya moral se invierte también - en la luna, y para su sorpresa, Loki es capaz de levantar el martillo de Thor y lo golpearon con ella. Su triunfo y su sentimiento de gran poder y logro es efímero; La segunda ola de inversión de Bruja Escarlata restaura los "ejes" morales originales de Loki y Thor. El martillo cae de la mano de Loki, y el grito del niño Loki a quien mató se escucha por millas, gritando 'Yo soy el crimen que no se puede perdonar'. Los efectos del hechizo de Bruja Escarlata se vuelven a ver más tarde; Loki ya no puede mentir. En un corazón a corazón con Thor, se ve obligado a admitir lo que sucedió: que él, como Ikol, asesinó al dulce renacido Loki y aprovechó su oportunidad de vivir lejos. Thor, ahora viendo a Loki no como su hermano sino como una criatura asesina que le robó la vida a su hermano, entrega a Loki a Asgard para que haga justicia a manos de su gente.
Después de que Freyja expulsa a Loki de Asgard, se encuentra en la Tierra, donde están el rey Loki y Verity. El rey Loki le cuenta a Verity las cosas horribles que Loki hizo durante su tiempo con los Jóvenes Vengadores, y ella huye, sin querer tener que lidiar con esto nunca más. Luego, el rey Loki ata a su yo más joven, y comienza a decirle por qué ha hecho todo esto. Como resultado, en el futuro, Loki completó su deber como agente de Asgard, limpiando todas sus horribles hazañas de su nombre. Sin embargo, todavía era visto como nada más que el Dios de las Mentiras, y no podía soportarlo más. Una vez más se convirtió en un enemigo de Thor, y una cantidad desconocida de tiempo más tarde, el rey Loki destruye la Tierra, dejándola en un yermo yermo. El rey Thor se enfrenta al Rey Loki, Loki levanta un ejército de Avengers esqueléticos, huyendo mientras Thor lucha contra sus amigos muertos vivientes. Al darse cuenta de que nunca sería capaz de vencer a su hermano, el rey Loki se remonta a un tiempo en el que Thor estaba en su punto más débil, cuando carecía del poder para manejar a Mjölnir. Al mover la tabla de tiempos por unos pocos años, el rey Loki podría matar a Thor mientras todavía destruye con éxito la Tierra.
Loki luego entra en un espacio metafórico, donde están Viejo Loki y Kid Loki, diciéndole que no podrá cambiar su historia. Verity luego lo llama, diciéndole a Loki que debido a que el Rey Loki no la reconoció, un futuro alternativo ya se está desarrollando. Loki ahora decide cambiar su destino, dándose cuenta de que las mentiras son solo historias, y como dios de ellas, puede contar una nueva. Luego aparentemente se destruye a sí mismo, enviando al Rey Loki al ahora cercano futuro cambiado. Ocho meses pasan, y el cielo se pone rojo cuando la Guerra Secreta está a punto de comenzar, cuando Verity oye llamar a su puerta, con Loki parado allí, diciendo que es el "Dios de las Historias".

#### Guerras Secretas
La parte de "Últimos días" de la historia de Secret Wars comienza inmediatamente después de los eventos anteriores, ya que Verity no está segura de si puede confiar en Loki ahora que es una persona diferente. Loki le dice a Verity que ella es importante en este evento del fin del mundo. Mientras tanto, el Rey Loki ha liberado a la Serpiente de Midgard, y planea usarla para destruir a Asgard. Mientras el Rey Loki declara la guerra a Asgard, mata a dioses y bromea, el joven Loki coloca el alma de Verity Willis en un bonito brazalete brillante para protegerla de ser aniquilada junto con su forma física cuando el Multiverso llega a su fin. Así como parece cierto que el Rey Loki derrotará a los Asgardianos, Freyja sacrificó su vida para destruir a Jormungandr y Odín sopla el legendario Gjallarhorn (el Cuerno de los Héroes) para resucitar a los dioses muertos, como se predijo, para su batalla final. Para asombro del Rey Loki, Loki está vivo y aparece para unirse a la legión de dioses difuntos en defensa de Asgard. Al enfrentarse con Loki y todos los dioses resucitados, el Rey Loki pierde sus nervios y huye al éter. Loki es aclamado por todos como un héroe. Esto es exactamente lo que todas las repeticiones previas de Loki hubieran deseado más: atención, adoración, alabanza. Odín incluso compara orgullosamente a Loki con Thor y lo llama "hijo", pero Loki sacude las promesas de Odín insistiendo en que ha terminado de tomar "bandos". Loki y Verity luego sobreviven a la incursión, y ahuyentar a los dioses que se sientan sobre el Multiverso, que quieren que Loki rinda las historias de Asgard, que guarda en preservación. También descubre al Rey Loki, otro sobreviviente de las incursiones, y explica que comprende las motivaciones del Rey Loki; El Rey Loki rompe a llorar, y Loki coloca su ser alterno en su cetro como un recordatorio de su potencial para cometer un gran mal. Loki luego explica que el universo renacerá e invita a Verity a seguirlo en una nueva realidad creando una puerta con la etiqueta 'Siguiente', aunque no está seguro de si volverá a cambiar en el otro lado.

## Poderes y habilidades
Loki es un miembro de la raza de Gigantes de Hielo de Jotunheim, aunque no es un gigante en estatura. Posee atributos físicos equivalentes a un miembro apto de su raza, como fuerza mejorada, resistencia (su metabolismo de Gigante de Hielo le otorga niveles sobrehumanos de resistencia física en prácticamente todas las actividades), velocidad, durabilidad suficiente para resistir balas de alto calibre sin daño, e inmunidad a todas las enfermedades y toxinas conocidas, así como a la resistencia a la magia y al envejecimiento.
Loki posee inteligencia a nivel genio y tiene entrenamiento extenso en magia, y posee la habilidad de manipular fuerzas mágicas para una variedad de propósitos: proyección de energía, creación de campos de fuerza, aumentando temporalmente sus propias capacidades físicas, otorgando habilidades sobrehumanas a seres vivos o inanimados objetos, vuelo, hipnosis, lanzamiento de ilusión y teletransportación interdimensional.
Las habilidades mágicas de Loki han sido descritas como iguales a las de Karnilla, la hechicera más hábil de Asgard. Su ilusión puede engañar a las ciudades, y entidades poderosas como Surtur. Él ha podido liberarse de la tecnología celestial en posesión de Apocalipsis.

## Comparación con la mitología
El personaje de Loki es desarrollado como personaje por Stan Lee y Jack Kirby, y luego por otros autores, basándose apenas superficialmente en el dios mitológico. En especial, en la versión mitológica, Loki no es ni hermano ni medio hermano de Thor, y no mantiene ninguna rivalidad especial con él. Aunque en la mitología si llega a tener un lazo familiar con Thor cuando Loki se convierte en hermano de sangre de Odín, padre de Thor.

## Otras versiones

### Loki Triunfante
Una serie de 4 números simplemente titulada "Loki" donde Loki ahora ha afirmado que es el líder de Asgard, y todos deben reconocer ese hecho, incluso Thor. Finalmente ganar el trono después de una pelea largamente buscada no es tan dulce como él pensó que sería. Los que lo ayudaron ahora demandan su merecido y los favores que les prometió, incluyendo a la diosa de la muerte, Hela y la seductora Lorelei. Mientras recorre su reino, recurre continuamente a sus prisioneros, Thor y Sif. Sif lo regaña por estar celoso de ella y de cortar su cabello dorado, solo para provocar un amor mayor entre ella y Thor. Mientras Balder le recuerda que ha muerto y se ha ido a Hel, mientras está allí, ve que hay encarnaciones de dimensiones paralelas de Thor, Loki y Balder: algunas diferentes, pero todas juegan los mismos roles. Y el papel de Loki es nunca gobernar. Loki luego se dirige a Karnilla, y acepta liberar a Balder bajo su cuidado, a cambio de que pueda mirar otras dimensiones. Allí ve la confirmación de las palabras de Balder, todo con Thor triunfante. Loki decide que Thor morirá al amanecer por decapitación. Mientras sale de las mazmorras, se encuentra con Fárbauti, su padre biológico. Loki decide ir contra el destino, y perdonar a su hermano, así como liberarlo y Hela se revela como una ilusión fallida lanzada por Loki para convencerlo de que mate a su hermano. Thor decide que cuando se libera de su prisión, él derrota a su hermano.

### Heroes Reborn
En la realidad de Heroes Reborn, Loki se dispuso a regresar a Asgard, donde se dio cuenta de que faltaba el puente del Arco Iris y al realizar místicamente se da cuenta de que aparentemente faltan los nueve mundos de Asgard. Él va en busca de su hermano y lo encuentra congelado en un bloque de hielo en Noruega, donde acaba de ser descubierto por el arqueólogo Dr. Donald Blake. Loki intenta destruir a Thor allí mismo y descubre que su magia no puede hacerlo. Para su sorpresa descubrió que habían renacido en esta realidad y que recientemente se habían agrupado. Blake mostró a los Vengadores al Thor congelado y después de que trabajan juntos para liberarlo del hielo, Loki engañó al confundido Thor para que luchara contra los Vengadores. Thor finalmente se dio cuenta del engaño de su hermano y vio como la Bruja Escarlata lo desterró al limbo. Le ofrecieron a Thor un lugar en el equipo y él aceptó.
Al darse cuenta de que este universo no tenía Asgard, y como tal no Odín, Loki decidió que era necesario un plan de venganza más grande, y buscó a Encantadora para que lo ayudara en este fin. Intentaron tomar el control de la Bruja Escarlata y hacerla su peón. Al hacerlo, incapacitaron a su maestra Agatha Harkness, atrapando su esencia en un árbol e hicieron que la Encantadora se hiciera pasar por ella. La Hechicera luego puso a la Bruja Escarlata bajo su hechizo. Mientras tanto Loki engañó a Hulk para que atacara la Isla de los Vengadores, causando una brecha en el núcleo gamma allí, sin embargo, un conjunto de los Vengadores y los Cuatro Fantásticos impidió que ocurriera un desastre.

### Marvel Zombies
En el universo alterno de Marvel Zombies, Loki aparece muerto, habiendo sido asesinado y comido por los zombis Vengadores.

### MC2
En la realidad de Tierra-982, Loki secuestra a varios superhéroes importantes, incluidos Thunderstrike (Kevin Masterson), Stinger, Jolt, Jubilation Lee, Speedball, J2 y Mainframe, después de enviar una falsa llamada de auxilio desde la antigua mansión de los Vengadores. Él los ata y los lleva a Asgard, donde quiere utilizar los poderes de maza de Thunderstrike para sí mismo, pero Kevin interrumpe el hechizo, absorbiendo la maza en sí mismo y transformándose en un nuevo Thunderstrike en el proceso. Loki y su ejército de trolls son derrotados por los héroes, con la ayuda de Thor, ahora el rey de Asgard, y Loki y su ejército se retiraron. Thunderstrike, Stinger, J2 y Mainframe deciden permanecer juntos como los nuevos Vengadores. Los héroes adultos declinan quedarse con el equipo reformado por razones personales.

### Viejo Logan
En esta realidad alternativa de Viejo Logan, Loki es asesinado (mientras que él es de tamaño gigante) cuando el edificio Baxter cae sobre él. Todo lo que queda de él es un esqueleto gigante.

## Apariciones en otros medios

### Televisión
- Loki aparece en el segmento Thor de The Marvel Super Heroes.
- Loki aparece en Spider-Man and His Amazing Friends, con la voz de John Stephenson. Fue visto en el episodio "La Venganza de Loki".
- Loki aparece en The Super Hero Squad Show, con la voz de Ted Biaselli.[103] Se le ve en el episodio "Oh Hermano".
- Loki aparece en varios capítulos de la serie Los Vengadores, los héroes más poderosos del planeta como villano y hermano de Thor, con Graham McTavish repitiendo su papel de la porción de Thor Hulk Vs.
  - En la primera temporada, el episodio "Thor el Poderoso", manipula a un grupo de Gigantes de Hielo para que ataquen a Asgard mientras Thor está en la Tierra. Luego de la derrota de Thor de los Gigantes de Hielo, Loki termina peleando con su hermano, pero Odín lo derrota y es desterrado a la Isla del Silencio, donde no puede usar su magia / engaño. Después de que Encantadora lo libera, Loki está implicado en ser parte de los Maestros del Mal. El benefactor sombrío fue visto al final de "Maestros del Mal". En el final de la temporada de tres partes de la temporada ("Esta tierra de rehenes", "La Caída de Asgard" y "Un día a diferencia de cualquier otro"), Loki regresa después de haber conquistado Asgard, así como ocho de los nueve reinos al corromper el Árbol de la Vida. Loki intenta invadir la Tierra haciendo que los Maestros del Mal roben las Piedras Norn de la hechicera Karnilla con el fin de transportar sus fuerzas a Midgard y conquistar sin esfuerzo el planeta. Sin embargo, su plan fracasa, ya que los Vengadores logran destruir las piedras y transportarse a cada uno de los ocho reinos míticos. Cuando Thor es capturado, Loki revela que está detrás de todo, desde el exilio de su hermano hasta la creación de los Vengadores con la ruptura de la prisión de súper villanos y Maestros del Mal, con Loki admitiendo que tanto su ataque inicial contra Asgard como su propio exilio (de nuevo en "Thor el Poderoso") era simplemente una distracción para que no fuera percibido como una amenaza mientras se encontraba en la Tierra. Finalmente, Loki involucra a los Vengadores y numerosos guerreros asgardianos en un enfrentamiento final para evitar que el Dios de la travesura conquiste los nueve reinos. Aunque intenta destruir al Capitán América, la armadura asgardiana de Iron Man lo ataca a un punto muerto, Loki se detiene cuando el Hombre Hormiga saca el árbol de la vida, en el que un nuevo árbol vuelve a crecer y desconecta Loki de la Fuerza de Odín. También le permite a Odín recuperar la conciencia y desterrar a Loki de nuevo. A pesar de su derrota, Loki se compromete a que nunca dejará de intentar conquistar a Asgard y sufrirá mil veces más. Luego se muestra a Loki en un reino similar a un pantano donde es torturado por el veneno que gotea de la Serpiente de Midgard en sus ojos mientras Loki grita histéricamente ante su tormento sin fin.
  - En la segunda temporada, utiliza la magia, en un capítulo les quitó sus poderes a Iron Man, el Capitán América y a su hermano Thor y envía al destructor para eliminarlos, cuando Ojo de Halcón estaba ahí para protegerlos.
- Loki aparece en los dibujos animados de Marvel producidos por Disney XD,[104] con la voz de Troy Baker.[105]
  - En la serie animada Ultimate Spider-Man, Loki tiene que lidiar con Spider-Man.
    - En la primera temporada el episodio "Viaje de Estudios", utiliza la brujería para transformar a Thor en una rana para apoderarse de Asgard y atacar a Odín mientras estaba durmiendo. A pesar de los Gigantes de Hielo a su disposición, Spider-Man engaña a Loki para que invierta su propio hechizo en Thor, que lidera su derrota. Más tarde, Loki intenta obtener su venganza contra Spider-Man en el episodio "Corre, Cerdo, Corre", donde convierte a Spider-Man en un cerdo para ser cazado por Skurge.
    - En la segunda temporada, en el episodio, "Itsy Bitsy Hombre Araña", donde se disfraza como un niño raro (con la voz de Jason Marsden[106]) que atormenta a S.H.I.E.L.D. pero es frustrado en ambas ocasiones por el trepamuros, Thor y los aprendices de S.H.I.E.L.D., al vencerlo en su propio juego en regresar a la normalidad.
    - En la tercera temporada, en 2 episodios, "El Hombre Araña Vengador (Parte 1 y 2)", Loki se asocia con el Doctor Octopus para vengarse de Spider-Man y los Vengadores. Después de cambiar de cuerpo con su enemigo compartido, Loki como Spider-Man (con la voz de Drake Bell[107]) lidera varias criaturas de varios reinos que se experimentaron con el simbionte Venom producido en masa gracias a Doc Ock antes de cambiar de cuerpo con Spider-Man. Después de que los Vengadores y los Aprendices de S.H.I.E.L.D. derroten a las criaturas venenosas y les devuelvan sus reinos respectivos, Loki es expulsado de la Tierra y luego es atacado por varios monstruos vengativos.

  - En la serie Avengers Assemble, Loki aparece como un antagonista ocasional de los Vengadores, específicamente Thor:
    - En un capítulo de la primera temporada, "El Doomstrctor", trabaja con los Vengadores para detener al Destructor que fue secuestrado por el Doctor Doom. Con la ayuda de Loki, Thor, el Capitán América y Falcon rastrean al Doctor Doom a Helheim con el Helhorn como el controlador del Destructor mientras está protegido por la Serpiente de Midgard. Después de que Iron Man consigue que el Doctor Doom desactive el Destructor y que el Capitán América retire el Helhorn del Doctor Doom, que luego sea evacuado de Helheim y devuelto a Latveria, Loki intenta tomar el control del Destructor, pero es detenido por los Vengadores.
    - En la segunda temporada, episodio, "El Valhalla puede esperar", Loki manipula en una confrontación entre Thor y Hulk, mientras se hace pasar por la reportera del Daily Bugle, Megan McLaren (con la voz de Vanessa Marshall[108]). Con Thor y Hulk en Valhalla, él hace un trato con Hela; Loki toma prestado el Cuerno de Hela para controlar los esqueletos de los secuaces, mientras que Hela se entretiene con Hulk y Thor luchando entre sí. Después de tener un alboroto de esqueleto gigante alrededor, Loki luego pelea con Thor y Hulk, donde los dos Vengadores se zambullen contra él. Hela, ahora que se ha dado cuenta de los planes de Loki, considera a Loki el ganador de la pelea y lleva a Loki a Valhalla para su entretenimiento. En "Regreso al Salón de Aprendizaje", Loki utiliza la Gema del Espacio para hacer que Asgard se estrellara contra la Tierra. Al mismo tiempo, hace que Thor venga a Asgard para meterse con su hermano una vez más mientras usa la Gema del Espacio para escapar de Valhalla. Sin embargo, Thor supera los juegos mentales y derrota a su hermano, resultando en el encarcelamiento de Loki en Asgard. En el episodio "Espectros", una réplica espectral de Loki aparece como una manifestación de las pesadillas de Thor gracias al Doctor Espectro, con la manifestación basada en la creencia de Thor de que las tendencias malvadas de Loki son el resultado de la negligencia de Thor para proteger a Loki. Thor finalmente supera la ilusión al reconocer el fracaso y permanecer esperanzado Loki cambiará.
    - En la tercera temporada, episodio, "Un Amigo en Apuros", aparece en permanecer encarcelado en las mazmorras de Asgard, cuando es visitado por Thor y la Visión.
    - En la cuarta temporada, "El Regreso", utiliza la Camarilla y el Cofre de los Inviernos Antiguos para tomar el control de la Tierra mientras los Vengadores y los Nuevos Vengadores no estaban disponibles. Más tarde, en "Más Allá", Loki une fuerzas con los dos grupos de los Vengadores para detener a Beyonder y en "Todo Llega a su Fin", traiciona a sus supuestos aliados después de obtener el Ojo de Agamotto del Doctor Strange, pero finalmente es derrotado por su hermano y Jane Foster.

  - En la serie Hulk and the Agents of S.M.A.S.H., aparece también:
    - En la primera temporada, "Por Asgard",[109] siendo prisionero por sus crímenes, manipulando a Skaar en tomar la gran espada de Odín lo cual está prohibida al tocar en causar un conflicto entre Hulk y su equipo contra Thor y los 3 guerreros, hasta que al final, Skaar consigue su venganza en azotarlo a golpe luego de resolver todo en derrotar a Malekith el Maldito y su ejército.
    - En la segunda temporada, "Un Futuro Aplastante 2ª Parte: Aplastagard", aparece siendo joven con Thor, que aún no era malvado en capturar a Hulk que sigue al Líder en el tiempo a la época de los vikingos, que los acusan de tratar de robar los fragmentos del personal del Berserker. Cuando Odín entra el Sueño de Odín, él, Hulk y Thor detienen al Líder de tomar el trono de Asgard de Odín. Cuando en el presente, los Agentes de S.M.A.S.H. luchan para detener al "Padre de Todos" que es el Líder de asumir el control en el planeta, con Thor y Loki como sus sirvientes, así como el ejército de Gigantes de Hielo en fuerza-gamma hasta que al final se revela junto a Thor.

  - Loki aparece también en la serie de Guardianes de la Galaxia:
    - En la primera temporada, el episodio 13, "La Armadura Destructora", cuando controla la armadura Destructor con Rocket Raccoon adentro, en querer la Semilla Cósmica y destruir a los Guardianes. En el episodio 16, "El Árbol de los Mundos", después que Thor manda Asgard en la ausencia de su padre, Loki engaña a él y Angela en creer que los Guardianes de la Galaxia invaden en nombre de Spartax. En el episodio 18, "La Guerra contra Asgard, Parte 1º: El Ataque del Rayo", Loki queda a cargo de Asgard cuando Thor va a la guerra contra Spartax, pero se asegura que no regrese controlando al Destructor y hace un pacto con J´son sobre la Semilla Cósmica, hasta que son descubiertos por Thor y los Guardianes de la Galaxia y en el episodio 19, "La Guerra contra Asgard, Parte 2º: El Rescate", al ver a Spartax en el ataque de Thanos, escapa hasta que regresa en detener a Thanos y les dice a Thor, Angela y los Guardianes de la Galaxia que oculto la Semilla Cósmica en un lugar donde no quiere en decirles, hasta que se va.
    - En la segunda temporada, el episodio 13, "La Guerra de los Simbiontes, Parte 3: El Camino del Trueno", es encerrado en la celda de Asgard, hasta que los Guardianes de la Galaxia lo liberan para acabar con los simbiontes que invadieron Asgard, pero los engaña al llevarlos a la Tierra. Al ser derrotados por Odín, Loki usó su telepatía en Star-Lord para ser liberado y se va.
- Loki aparece en la miniserie de Lego Marvel Super Heroes: Maximum Overload, con la voz de Troy Baker.[110]
- Loki aparece en la serie de anime Marvel Disk Wars: The Avengers,[111] con la voz de Tadashi Muto.[112]
- Loki aparece en el especial navideño de Marvel Super Hero Adventures: Frost Fight!, expresado de nuevo por Troy Baker. Él y Ymir colaboran para robar los poderes de Santa Claus.
- Disney anunció que Loki y otros personajes de Marvel en el UCM tendrán su propia serie limitada con Tom Hiddleston retomando su papel.[113] Luego de los sucesos de Endgame, Loki es arrestado por la Autoridad de Variación Temporal y la jueza de TVA, Ravonna Renslayer, lo etiqueta como una variante rebelde que debe regresar a su lugar original en la Línea Sagrada del Tiempo. El agente de TVA Mobius M. Mobius interviene y lleva a Loki a un Teatro del Tiempo donde revisa las fechorías pasadas de Loki y cuestiona su verdadero motivo para lastimar a la gente. Al intentar escapar y descubrir sobre su trágico futuro, acepta ayudar a Mobius a detener una variante rebelde de sí mismo. 
  - Desde el segundo capítulo, Sophia Di Martino interpreta a Sylvie Laufeydottir, una variante del personaje, que surgió en el libreto de la serie, como una combinación entre Loki y un personaje homónimo de los cómics.
  - A partir de la escena poscréditos del cuarto episodio, Richard E. Grant, Deobia Oparei y Jack Veal se incorporan a la serie, interpretando a tres variantes del personaje que fueron capturadas por la Autoridad de Variación Temporal. Grant dio vida a "Loki Clásico", una variación del Loki de los cómics originales; Oparei interpretó a un "Loki Fanfarrón"; y Veal comenzó a interpretar al "Loki Niño", que se ha hecho su fama por haber asesinado a su hermano.
- Tom Hiddleston está listo para repetir su papel de Loki en la serie animada de Disney+, What If...?[114]

### Cine

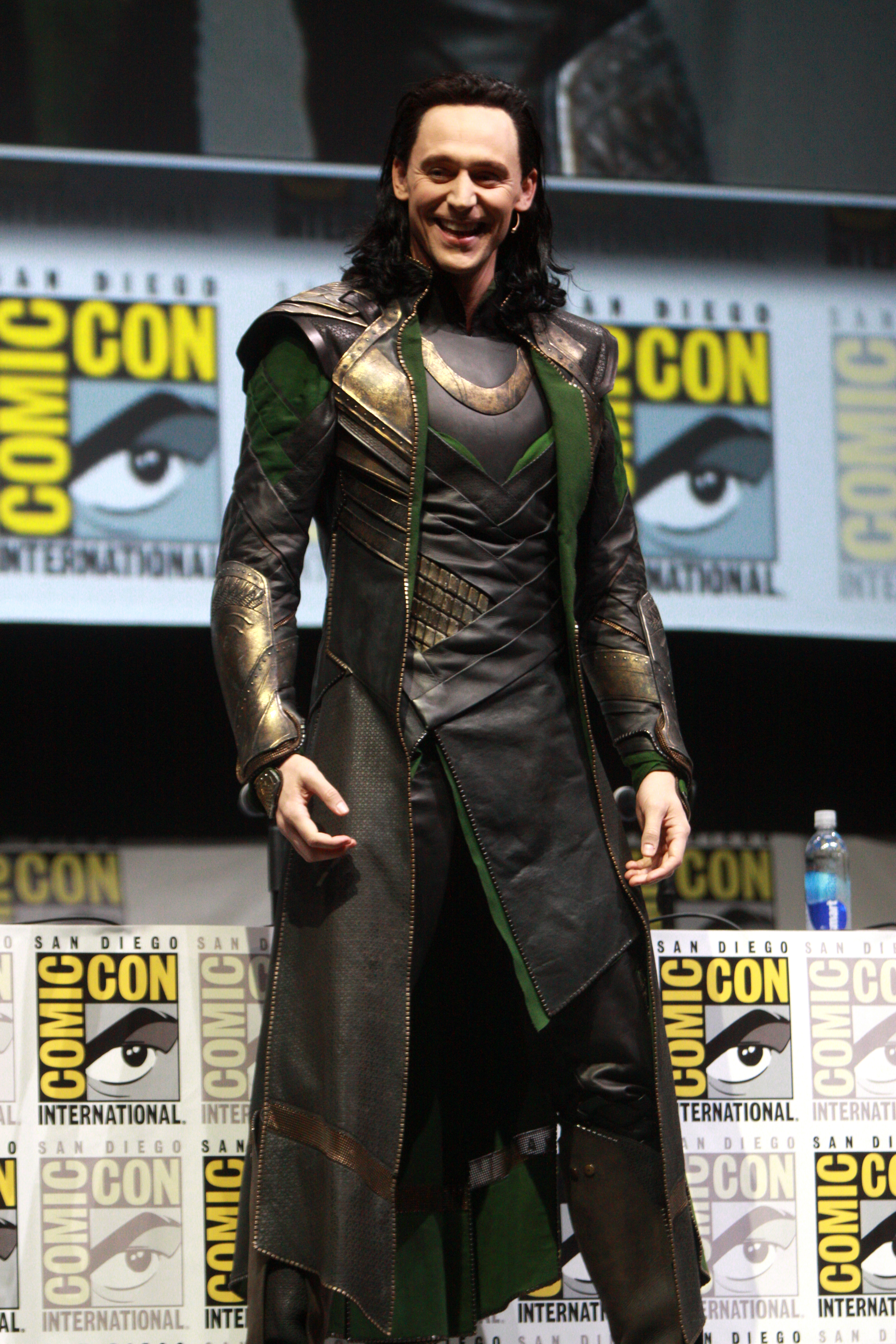
Tom Hiddleston personificando a Loki, durante la promoción de la película Thor: The Dark World (2013).

- Loki es el principal antagonista de la película Hulk vs. Thor con la voz de Graham McTavish. Ayudado de Amora, intenta traer un nuevo Ragnarök al teletransportar a Hulk a Asgard.
- Loki aparece en Thor: Tales of Asgard. Aquí, él y Thor no aparecen como enemigos, pero se mostrarán sus aventuras juntos antes de convertirse en archienemigos.
- Tom Hiddleston interpreta a Loki en el Marvel Cinematic Universe, producido por Marvel Studios:
  - Loki aparece por primera vez en la película, Thor (2011) y es el principal antagonista. Ted Allpress interpreta a Loki como un infante en la película. En esta película, Loki es en realidad hijo del rey de los Gigantes de Hielo Laufey, y descubre que fue adoptado por Odín luego de que este los derrotara, como una manera de mantener una tregua. Loki, sintiéndose usado, y aprovechando que Odín cae en el "Sueño de Odín" y que Thor fue desterrado de Asgard, toma posesión del trono, despertando enormes sospechas entre los asgardianos, en especial con el ataque sorpresa de los Gigantes de Hielo que, si no entraron a Asgard por el Bifrost, llegaron por medio de los poderes de Loki. Loki congela a Heimdall, portero del puente Bifrost, y les abre paso a los Gigantes de Hielo. Una vez que Thor recupera su martillo, lucha contra Loki y destruye el Bifrost, ambos quedan colgando el uno del otro, pero son salvados por Odín, que recién despierta de su largo sueño, Loki le dice a su padre que lo que hizo lo hizo por él, para que se sienta orgullos algunos, pero Odín le responde que no, Loki al escuchar esto se suelta de Thor y cae al vacío del espacio y aparentemente muriendo, dejando una gran tristeza en su hermano. Sin embargo, después de los créditos, cuando Nick Fury le pide al Dr. Erik Selvig que analice un "dispositivo misterioso", Loki aparece reflejado en un espejo susurrándole a Selvig que acepte, lo que hace Selvig.
  - Volvió a interpretar a Loki como villano principal en la película The Avengers (2012) dirigida por Joss Whedon. En la película, Loki quiere recuperar una Gema del Infinito, la del Espacio, guardada en un cubo cósmico conocido como el Teseracto, pero está en posesión de Nick Fury. Para ello, viaja a la base de S.H.I.E.L.D. donde el Teseracto está siencdo estudiado y con su cetro controla a Ojo de Halcón, al doctor Selvig y a algunos científicos y soldados de S.H.I.E.L.D., lo que le ayuda a llevarse el Teseracto consigo. Más adelcante, Loki es encontrado por Iron Man, el Capitán América y la Viuda Negra y finalmente es apresado. Lo que no sabían los Vengadores entonces, era que Loki tenía un gran plan y parte de él era ser capturado, todo esto para desatar la furia de Hulk y el descontrol de su ira provocara que se volviese contra sus aliados. Su plan acaba funcionando y consigue escapar. Mientras, en la cima De la Torre Stark, el Teseracto empieza a crear grandes portales, por los que el ejército Chitauri empieza a descender hasta llegar a las calles de Nueva York, comenzando una gran batalla en la ciudad entre los Vengadores y los Chitauris, encabezados por Loki. Finalmente, Hulk llega a la Torre Stark, donde Loki observaba la batalla, y le derrota. Al ser capturado, es llevado con Thor ante Asgard.
  - Vuelve a interpretar a Loki en la película Thor: The Dark World (2013). Al ser apresado, Malekith y su ejército atacan Asgard, y se enteró sobre la muerte de su madre Frigga, al quedar devastado. Ayuda a Thor y Jane Foster en entregar a Malekith, el Aether y aprovechan en atacarlos, pero se sacrifica en ayudar a Thor. Pero al fingir su muerte, se hace pasar por un guardia de Asgard y luego por Odín, al tomar Asgard.
  - Vuelve a interpretar a Loki en la película Thor: Ragnarok (2017). Thor descubre que Loki se hizo pasar por Odín en hacer una obra de él. Llega con Thor a la Tierra al ser capturado por el Doctor Strange y al ser libre, son llevados a Noruega. Al saber de la muerte de Odín, se enteran de que su muerte liberará a Hela, la diosa de la muerte. Al ir a Asgard, Hela los envió al planeta Sakaar, donde se encuentran con el Gran Maestro. Al ver a Thor enfrentando a Hulk, se pone nervioso y se une con Thor, Valquiria y Bruce Banner a escapar de Sakaar, pero los delata ante el Gran Maestro, y es dejado atrás. Loki es liberado por los guerreros de Sakaar y llega en una gran nave en salvar al pueblo de Asgard. Loki se lleva el Tesseracto y revive a Surtur para destruir Asgard y a Hela. En la escena de créditos, Loki le pregunta a Thor si será bienvenido en la Tierra y Thor le asegura que lo será, cuando una nave mucho, más grande aparece detrás de ellos.
  - Hace en una aparición al principio de Avengers: Infinity War (2018), continuando el final de Thor Ragnarok en la nave Asgardiana. En la cual Thanos ha entrado y asesinado a todos los Asgardianos a excepción de Thor al cual tortura para que Loki le entregue el Teseracto, cuando se lo entrega intenta "hacerse su aliado" para segundos después intentar asesinarlo, pero acaba fallando y Thanos decide ponerle fin a la vida de Loki y lo asesina brutalmente.
  - Loki regresa en la película Avengers: Endgame (2019), el Capitán América, Iron Man, Hulk y el Hombre Hormiga viajan al año 2012 poco después de terminar la invasión Chitauri, donde Loki es custodiado por los Vengadores para ser llevado de vuelta a Asgard, pero las cosas salen mal al intentar robar el Teseracto en el interior del maletín. Loki aprovecha un momento de distracción y al ver el teseracto a sus pies ve la oportunidad de tomarlo y escapa sin ser visto.
  - Loki regresa en la película Ant-Man and the Wasp: Quantumania (2023), en los poscréditos donde él y Mobius encuentran una variante de Kang el Conquistador llamado Victor Timely en la década de 1920, después de los sucesos de la serie Loki (temporada 2).

### Videojuegos
- En el videojuego Marvel: Ultimate Alliance, Loki es uno de los miembros de los Maestros del Mal, aliado con el Doctor Doom, Barón Mordo, Ultron y la Encantadora. Lucha contra los héroes en el Pico del Cuervo, y más tarde los engaña disfrazado de Nick Fury para que le traigan las cuatro Espadas de los Dioses Asgardianos para liberar a la armadura Destructor. Loki es derrotado luego de que los héroes logran que la armadura golpee al cuerpo congelado de Loki, y así desactivar la armadura.
- En el videojuego Marvel: Avengers Alliance, Loki aparece en el juego tanto como jefe épico, en la capítulo 5-3; como jefe de algunos capítulos, capítulo 1-5 capítulo 5-5 y capítulo 12-1. Además participó como jefe épico en una misión especial; últimos informes del creador del juego dijo que aparecería para conseguirlos como aliado en la misión especial 14.
- En el videojuego Lego Marvel Super Heroes: Le sirve como el antagonista principal del juego con el fin de manipular con los otros aliados villanos para controlar a Galactus de devorar la Tierra y Asgard también pero es vencido con la ayuda de los héroes y villanos, acaba siendo enviado junto con Galactus al abismo a través del portal después de dar el puñetazo por Hulk.
- En la secuela de Lego: Marvel Super Heroes 2: Se revela que Loki sobrevivió con la ayuda de Kang después de haber estado atrapado con Galactus y se hacía pasar por Odín.